# 베라파밀
베라파밀(Verapamil)은 이솝틴(Isoptin) 등의 상품명으로 판매되는 약물로, 고혈압, 협심증, 심실상성 빈맥 등의 치료에 쓰이는 칼슘 통로 차단제이다. 편두통이나 군발두통 예방에 쓰이는 경우도 있다. 경구 투여와 정맥 주사용 약제가 존재한다.
흔한 부작용에는 두통, 저혈압, 구역질, 변비가 있다. 다른 부작용에는 알레르기 반응과 근육통 등이 있다. 맥박이 느린 서맥이나 심부전 환자에서는 사용을 권고하지 않는다. 임신 중 사용 시 태아에 문제가 생길 수 있다. 작용 기전상 비-디히드로피리딘 칼슘 통로 차단제(non-DHP CCB)에 속하며, 따라서 본 윌리엄스 분류상으로는 클래스 4 항부정맥제로 분류된다.
베라파밀은 1981년 미국에서 사용이 승인되었다. WHO 필수 의약품 목록에 등재되어 있다. 복제약으로도 이용 가능하다. 지속작용 제제도 존재한다. 2021년 한 해 동안 200만 건 이상 처방되어, 196번째로 많이 처방된 약물로 기록되었다.